# Centre germinatif

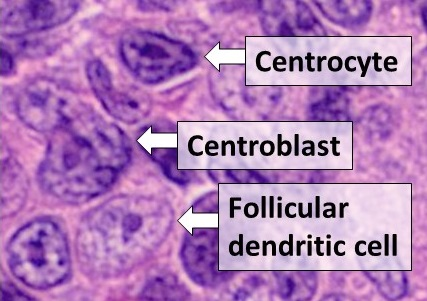
Un centrocyte, un centroblaste et une cellule dendritique folliculaire, observés dans un lymphome folliculaire.

Les centres germinatifs sont des compartiments anatomiques transitoires qui apparaissent dans les organes lymphatiques secondaires, comme la rate et les ganglions lymphatiques.
Les CGs se développent dynamiquement après l'activation des cellules B folliculaires par des cellules T antigène-dépendants. Ils sont le lieu où les lymphocytes B (ou cellules B) matures prolifèrent, se différencient, mutent leurs gènes d'immunoglobulines par le biais du processus d'hypermutation somatique (résultant en des anticorps à affinité accrue), et changent de classe d'anticorps qu'ils expriment (par exemple d'IgM à IgG), lors d'une réponse immunitaire normale à une infection.
Les lymphocytes B y subissent une division cellulaire rapide et hypermutation somatique dans la zone obscure. Les lymphocytes B du centre germinatif sont également appelés « centroblastes ». Une fois que ces cellules cessent de proliférer,  elles émigrent à la zone claire du centre germinatif où ils sont également appelés « centrocytes ». Au cours de cette étape, ils sont soumis à la sélection par des lymphocytes T folliculaires , en la présence de cellules dendritiques folliculaires.
Les centres germinatifs constituent une partie importante  de la réponse immunitaire humorale médiée par les lymphocytes B, en agissant en tant que centres de production pour la génération d'immunoglobulines de grande affinité qui reconnaissent efficacement des agents infectieux, ainsi que pour la production de lymphocytes B mémoire.